# Lignes de tramway de la SNCV dans la province de Luxembourg
| Infrastructure |                                                               |
|                | Dépôt, installation technique ou voyageurs (stations, gares). |
|                | Emprise en site indépendant.                                  |
|                | Voie de service ou de fret.                                   |
| Lignes         |                                                               |
|                | Ligne de la SNCV.                                             |
| 15(18)         | Ligne (service partiel, prolongé ou variante)                 |

Lignes de tramway vicinal de la Société nationale des chemins de fer vicinaux (SNCV) dans la province de Luxembourg.

## Groupe d'Arlon
- 502 Arlon - Ethe ;
- 503 Amberloup - Libramont ;
- 516/1 Bastogne - Marche-en-Famenne ;
- 516/2 Bastogne - Martelange ;
- 517 Arlon - Martelange.

## Groupe de Melreux
- 500 Melreux - La Roche-en-Ardenne ;
- 579/1 Melreux - Manhay ;
- 579/2 Comblain - Manhay.

## Groupe de Poix
- 509 Poix - Saint-Hubert ;
- 510/1 Bouillon - Paliseul ;
- 510/2 Poix - Paliseul ;
- 510/3 Bouillon - Pussemange.

## Groupe de Wellin
- 520 Wellin - Grupont ;
- 521/1 Wellin - Rochefort ;
- 521/2 ligne des grottes de Han ;
- 521/3 Wellin - Graide.

## Autres lignes
- 504 Bourcy - Houffalize ;
- 523 Étalle - Villers-devant-Orval ;
- 499 Lierneux - Vielsalm ;
- 558 Marbehan - Sainte-Cécile ;